# Spencerport
Spencerport es una villa ubicada en el condado de Monroe en el estado estadounidense de Nueva York. En el año 2000 tenía una población de 3,559 habitantes y una densidad poblacional de 916 personas por km².

## Geografía
Spencerport se encuentra ubicada en las coordenadas 43°21′22″N 77°48′15″O / 43.35611, -77.80417.

## Demografía
Según la Oficina del Censo en 2000 los ingresos medios por hogar en la localidad eran de $56,850, y los ingresos medios por familia eran $62,326. Los hombres tenían unos ingresos medios de $44,167 frente a los $29,722 para las mujeres. La renta per cápita para la localidad era de $24,515. Alrededor del 1.5% de la población estaban por debajo del umbral de pobreza.